# Сабіна Азема
Сабіна Азема ( фр. Sabine Azéma, * 20 вересня 1949, Париж) — французька акторка й кінорежисерка.
Народилася в Парижі, закінчила Паризьку консерваторію драматичного мистецтва, і почала свою кар'єру в кіно в 1975 році. Володарка двох премій Сезар за найкращу жіночу роль за роль у фільмах У неділю в країні (1984) та Мелодрама (1986).
У липні 2015 Сабіна Азема нагороджена французьким орденом Мистецтв та літератури (Командор).

## Фільмографія
- У неділю в країні / Un dimanche à la campagne (1984)
- Любов до смерті / L'Amour à mort(1984)
- Мелодрама / Mélo (1986)
- Пуританка / La puritaine (1986)
- Життя й більше нічого / La vie et rien d'autre (1989)
- Палити/Не палити / Smoking/No Smoking (1993)
- Сто і одна ніч Симона Сінема / Les cent et une nuits de Simon Cinéma (1995)
- Знайома пісня / On connaît la chanson (1997)
- Різдвяний пиріг / La bûche (1999)
- Палата для офіцерів / La chambre des officiers (2001)
- Тільки не в губи / Pas sur la bouche (2003)
- Таємниця жовтої кімнати / Le mystère de la chambre jaune (2003)
- Дикі трави / Les herbes folles (2009)
- Останній романтик планети Земля / Les derniers jours du monde (2009)
- Космос / Cosmos (2015)
- Візьми мене штурмом / Raid dingue (2016)
- Афера доктора Нока / Knock (2017)